# Firmin Edouard Matoko
Firmin Edouard Matoko, né le 17 février 1956 à Brazzaville (République du Congo), est un diplomate, économiste du développement et spécialiste en relations internationales congolais. Ancien sous-directeur général de l'Organisation des Nations unies pour l'éducation, la science et la culture (Unesco) chargé de la priorité Afrique et des relations extérieurs, il est depuis mars 2025, candidat au poste de directeur général de l'Unesco,,.

## Biographie

### Jeunesse et formation
Firmin Edouard Matoko est né le 17 février 1956 à Brazzaville, capitale de la république du Congo. Il y effectue ses études primaires et secondaires puis obtient en 1974 un baccalauréat série A4 au lycée Chaminade. Matoko est titulaire d’un doctorat en économie et commerce obtenu en 1981 à l’université la Sapienza de Rome, d'un diplôme d’études supérieures en relations internationales à l’institut Cesare Alfieri de Florence obtenu en 1983, ainsi que d'un diplôme d’études supérieures du Centre d’études diplomatiques et stratégiques de Paris obtenu en 1996,.
Il complète sa formation par divers cursus en sciences politiques, diplomatie, relations internationales, management, planification et gestion des systèmes éducatifs. Polyglotte, il parle couramment le français, l’italien, l’anglais et l’espagnol, moyennement le portugais, et apprend le lingala et le swahili.

### Carrière
Firmin Edouard Matoko commence à travailler avec l'Unesco à partir de 1985. De 1985 à 1987, il est expert associé en éducation au BREDA (Bureau régional de l’Unesco pour l’éducation en Afrique), basé à Dakar, au Sénégal puis consultant international en éducation à Paris de 1987 à 1990. Il intègre ensuite officiellement l'Unesco en qualité de spécialiste de programme, responsable du Programme de coopération avec le PAM et l’UNICEF, dans le secteur de l’éducation. Il devient chef de section des programmes nationaux pour une culture de la paix entre 1994 et 2000,. Toujours à Paris, il est promu chef de division à la promotion de l’éducation de qualité entre 2000 et 2003.
À partir de 2003, il dirige successivement plusieurs bureaux de l’Unesco : d’avril 2003 à avril 2007, il est à la tête du Bureau de Bamako,,, en tant que représentant auprès du Mali, du Burkina Faso et du Niger ; d’avril 2007 à octobre 2011 il dirige le bureau de Quito,, représentant l’Organisation auprès de l’Équateur, de la Colombie, de la Bolivie et du Venezuela ; enfin, de novembre 2011 à janvier 2015, il prend la direction du bureau d’Addis-Abeba , où il est représentant auprès de  de l’Éthiopie, de l’Union africaine et de la Commission économique des Nations unies pour l’Afrique,.
De 2014 à 2015, il est directeur divisionnaire au sein du département Afrique à l’Unesco à Paris, puis de 2016 à 2017, il est sous-directeur général dudit département. En 2017, il est nommé sous-directeur général, chargé de la priorité Afrique et des relations extérieures.

## Candidature à la direction générale de l'Unesco

### Contexte
En vue de l’élection prévue en octobre et novembre 2025, lors de la 43e session de la Conférence générale de l’Unesco à Samarcande (Ouzbékistan), la République du Congo a officiellement désigné Firmin Edouard Matoko comme candidat à la succession d’Audrey Azoulay’.
Il affronte deux autres candidats, Khaled Amed El-Enany Ali Ezz (Égypte) et Gabriela Ilian Ramos Patino (Mexique).
Candidat déclaré de manière tardive, le dossier de Firmin Edouard Matoko, est officiellement soumis peu avant la date limite du 15 mars 2025 et intervient près de deux ans après l’entrée en campagne de son principal concurrent, l’Égyptien Khaled El Enany, soutenu par l’Union africaine et la France. Une conférence de présentation de son programme s’est tenue à Brazzaville à la mi-mai, en présence de nombreux officiels dont le ministre des affaires étrangères Jean-Claude Gakosso et l’ambassadeur du Congo auprès de l’Unesco Henri Ossébi. De retour de Paris, Matoko a poursuivi sa campagne par une tournée diplomatique en Asie, avec des étapes en Chine, au Japon et au Vietnam, pays visités il y'a un mois par son rival égyptien,.
Dans l'optique de se concentrer sur sa campagne, il démissionne de son poste. Fort de plus de trente années d’expérience dans la diplomatie internationale, il défend une vision fondée sur l’éducation pour tous, la culture comme levier de paix, et un accès équitable à la science à l’ère de la révolution numérique. En inscrivant son action dans le cadre de l’Agenda 2063 de l’Union africaine, il souhaite faire de l’Afrique une priorité dans la stratégie globale de l’Unesco.
Dans le cadre de sa campagne, Firmin Édouard Matoko rencontre le 28 juin 2025 les membres du Grand Orient de France à Paris. Cette rencontre, organisée à sa demande avec l’appui de Jean-Édouard Ombetta, grand secrétaire aux affaires extérieures de la loge, s’inscrit dans une stratégie de mobilisation d’appuis discrets mais influents. Matoko multiplie les initiatives diplomatiques, après une tournée en Asie entamée en mai. À partir du 10 juillet, il lancera sa campagne africaine ciblant les 13 pays du continent membres du conseil exécutif de l'Unesco, avec l’appui officiel des autorités congolaises.

### Projet
Face aux tensions géopolitiques, aux mutations technologiques et aux inégalités mondiales, Firmin Edouard Matoko propose un projet structurant centré sur trois priorités : refonder la gouvernance de l’Unesco en renforçant la transparence et l’impact des investissements, stimuler l’innovation éducative à travers la création d’un Africa Lab aligné sur l’Agenda 2063, et faire de l’éducation à la citoyenneté, de l’accès aux STIM, de la culture et de la paix les leviers d’un développement global inclusif. Il milite pour une organisation plus équitable, dépolitisée, et tournée vers les solutions concrètes. Sa vision s’inscrit dans la continuité d’un multilatéralisme renouvelé, fondé sur la coopération Nord-Sud et la valorisation du rôle de l’Afrique comme acteur central de la transformation mondiale. Firmin Édouard Matoko ambitionne ainsi de faire de l’Unesco un laboratoire universel de paix, de résilience et de progrès partagé.

## Autres activités
Spécialiste des questions liées à la culture de la paix, Firmin Edouard Matoko a contribué à la réflexion sur les mécanismes traditionnels de prévention des conflits en Afrique. En parallèle de ses fonctions diplomatiques, ses publications portent sur les dynamiques de développement et de paix en Afrique, en Asie et en Amérique latine. Son ouvrage L’Afrique par les Africains : utopie ou révolution ? (L’Harmattan, 1996), traduit en italien, a reçu une mention honorable du prix International de littérature (section : essai politique) de l'Association des écrivains de langue française (ADELF),.

## Publication
- Firmin Edouard Matoko, L’Afrique par les Africains : utopie ou révolution ? (essai), Paris, Éditions L’Harmattan, coll. « Sciences humaines et sociales », 1er janvier 1996, 254 p. (ISBN 978-2-738-44561-2)[6]